# 表決数
表決数（ひょうけつすう）は、合議制の機関が議事を議決するために必要な最小限度の数をいう。一般の定足数を議事定足数というのに対して、表決数を議決定足数ともいう。

## 概要
本来、議事機関はその構成員全員の意見が一致することが最も理想的とされる（全会一致）。しかし、現実には構成員全員の意見を一致させることは難しく、全会一致を原則とすれば議事機関は何らの決定もなしえずその責務を果たせなくなる。そこで表決数が設けられる。

### 多数決の原則
一般には議事の決定には多数決の原則が採用される。
多数決には次のような方法がある。
過半数
全体の半数以上の多数をもって決する方法で最も原則的な形態とされる。
比較多数
過半数に達しているか否かを問わず相対的に多数であるものによって決する方法。この方法では少数者の意思によって決することになる場合を生じることがあり、事実上少数支配を肯定する結果となるため一般には採用されない。
特別多数
過半数よりもさらに多い特定の数をもって決する方法。意思決定を著しく困難なものにするおそれがあるため特に重要な議事についてのみ例外的に採用される。
なお、「相対多数」というときは比較多数を意味するが、「絶対多数」というときは比較多数の対義語として過半数と特別多数の総称として用いられる場合のほか、単に過半数を指して用いられる場合もある。

## 議会

### 国会
多数決の原則は近代議会の通則とされ、日本国憲法も両議院の本会議の表決数について「両議院の議事は、この憲法に特別の定のある場合を除いては、出席議員の過半数でこれを決し、可否同数のときは、議長の決するところによる」としている（憲法56条2項）。
憲法56条2項の「議事」には議院内で行われる選挙（役員選挙・内閣総理大臣指名選挙）は含まれないと解されている。その性質上、選挙においては可否同数はありえないこと、これらの選挙で得票同数の場合には決選投票やくじなどで決せられ議長の決裁は行われないことなどを理由とする。ただ、「議事」に選挙を含まないことを理由として過半数を要しないとすることは妥当でなく、これら役員選挙や内閣総理大臣指名選挙においても過半数を得ることが要件とされている（衆議院規則第8条・第18条等、参議院規則第9条・第20条等）。なお、議院規則では裁判官弾劾裁判所裁判員・同予備員、裁判官訴追委員・同予備員、両院協議会協議委員の選挙については過半数は要求されず比較多数が採用されている。ただし、実際には裁判官弾劾裁判所裁判員・同予備員、裁判官訴追委員・同予備員、両院協議会協議委員の選挙については議院規則に基づき選挙の手続を省略し議長において指名することが慣例となっている（衆議院規則第23条第5項、参議院規則第176条第3項・第248条第3項等）。
憲法第56条2項の「憲法に特別の定のある場合」については以下の例がある。
1. 資格争訟において議員の議席を失わせる場合（出席議員の3分の2以上、憲法55条）
2. 秘密会の開催（出席議員の3分の2以上、憲法57条第1項）
3. 議員の懲罰として議員を除名する場合（出席議員の3分の2以上、憲法58条第2項）
4. 衆議院で可決し参議院でこれと異なった議決をした法律案の衆議院での再議決（出席議員の3分の2以上、憲法59条第2項）
5. 憲法改正の発議（各議院の総議員の3分の2以上、憲法96条第1項）

憲法第56条2項の「出席議員」については大きく分けて棄権・無効投票を含むとする学説と含まないとする学説の二つがある。先例では投票総数について白票その他の無効投票を算入するものとされている。
委員会の議事については、出席委員の過半数でこれを決し、可否同数のときは、委員長の決するところによるとされている（国会法第50条）。
なお、可否同数の場合の議長の決裁については議長決裁権を参照。